# Consul (Andorre)
En Andorre, le consul (en catalan : cònsol) est le chef de l'exécutif d'une paroisse élu aux élections municipales tous les quatre ans.
C'est l'équivalent du maire ou du bourgmestre dans d'autres pays[Lesquels ?].
En Andorre, la particularité est que chaque paroisse compte deux consuls : le consul majeur (en catalan : cònsol major), équivalent au poste de maire, et le consul mineur (en catalan : cònsol menor), équivalent par exemple au poste de maire adjoint en France. Chaque consul reçoit le titre de Honorable Senyor.